# 랜드 오브 플렌티
《랜드 오브 플렌티》(Land Of Plenty)는 독일에서 제작된 빔 벤더스 감독의 2004년 드라마 영화이다. 존 딜 등이 주연으로 출연하였고 제이크 에이브러햄 등이 제작에 참여하였다.

## 출연

### 주연
- 존 딜
- 미셸 윌리엄스

### 조연
- 샤운 토웁
- 웬델 피어스
- 리차드 에드슨
- 버트 영
- 유리 엘빈
- 제리스 포인덱스터
- 로다 스튜빈스 화이트
- 버나드 화이트

## 기타
- 미술: 나단 아몬드슨
- 의상: 알렉시스 스콧
- 배역: 엘렌 루이스
- 배역: 빅토리아 토머스